# Euxoa doufanae
Euxoa doufanae là một loài bướm đêm trong họ Noctuidae.